# جوسيب فوستي
جوسيب فوستي (بالإسبانية: Josep Fusté)، من مواليد 15 ابريل 1941 ، لاعب كرة قدم إسباني سابق.
لعب مع منتخب إسبانيا لكرة القدم.

## وصلات خارجية
- جوسيب فوستي على موقع الاتحاد الدولي (مؤرشف)  (الإنجليزية)
- جوسيب فوستي على موقع الاتحاد الأوربي (الإنجليزية)
- جوسيب فوستي على موقع قاعدة بيانات كرة القدم.إي يو (الإنجليزية)
- جوسيب فوستي على موقع ناشيونال فوتبول تيمز (الإنجليزية)
- جوسيب فوستي على موقع عالم كرة القدم.نت (الإنجليزية)